# Lior Asulin
Lior Asulin (en hebreo: ליאור אסולין‎; Ra'anana, 6 de octubre de 1980-Reim, 7 de octubre de 2023) fue un futbolista israelí que jugó en la posición de delantero centro.

## Equipos
| Periodo   | Club                              | Apariciones | Goles |
| --------- | --------------------------------- | ----------- | ----- |
| 1997-2007 | Maccabi Herzliya FC               | 128         | 48    |
| 2002-2003 | → Maccabi Petah Tikva FC (cedido) | 31          | 11    |
| 2003-2004 | → Bnei Sakhnin FC (cedido)        | 28          | 10    |
| 2004-2006 | → Beitar Jerusalem FC (cedido)    | 57          | 27    |
| 2006-2007 | → Bnei Yehuda (cedido)            | 30          | 13    |
| 2007-2008 | Hapoel Tel Aviv FC                | 10          | 0     |
| 2008      | → Apollon Limassol (cedido)       | 8           | 1     |
| 2008–2009 | Maccabi Petah Tikva FC            | 24          | 7     |
| 2009–2011 | Hapoel Be'er Sheva FC             | 23          | 11    |
| 2011–2012 | Hapoel Ramat Gan FC               | 27          | 12    |
| 2012–2013 | Hapoel Rishon LeZion              | 23          | 8     |
| 2013–2014 | Hapoel Petah Tikva FC             | 40          | 15    |
| 2014–2015 | Hapoel Ashkelon                   | 15          | 8     |
| 2015–2016 | Hapoel Petah Tikva FC             | 24          | 4     |
| 2016      | Hapoel Marmorek FC                | 2           | 0     |
| 2017      | Hapoel Nazareth Illit             | 11          | 1     |

## Muerte
Fue asesinado el 7 de octubre de 2023, un día después de cumplir 43 años, en la masacre del festival de música de Reim perpetrada por el grupo terrorista palestino Hamás.

## Logros
- Copa de Israel (1): 2003/04
- Copa Toto (2): 2007, 2013
- Liga Leumit (1): 2011/12[5]